# 夏目響平
夏目 響平（なつめ きょうへい、10月10日 - ）は、日本の男性声優。茨城県出身。ヴィムス所属。

## 略歴
声優になろうと思ったきっかけの作品は『FAIRY TAIL』。
日本ナレーション演技研究所出身。2019年よりヴィムスに所属。

## 人物
趣味は歌唱、料理、綺麗な景色を見ること。特技は質問1つで相手のしゃっくりを止められることと球技。

## 出演
太字はメインキャラクター。

### テレビアニメ
2020年
- かくしごと（男性客C）
- 遊☆戯☆王SEVENS（コーラス隊）

2021年
- 戦闘員、派遣します!（ハーメル）
- 月とライカと吸血姫（ジョレス・リムスキー）

2022年
- 遊☆戯☆王ゴーラッシュ!!（2022年 - 2025年、男の子、作業員B、MIK隊員B、オフルノ・ジャージ、フリント 他）
- からかい上手の高木さん3（ガリ勉）
- 夫婦以上、恋人未満。（生徒たち）

2023年
- トモちゃんは女の子!（クラスメイト）
- カミエラビ
- め組の大吾 救国のオレンジ（隊員A）

2024年
- 僕の心のヤバイやつ（サラリーマンB）
- 結婚指輪物語（観客）
- SYNDUALITY Noir
- 悪役令嬢レベル99 〜私は裏ボスですが魔王ではありません〜（生徒）
- カードファイト!! ヴァンガード Divinez（校内放送）
- 転生したらスライムだった件（大臣2、馬頭族の長→メズール）
- アイドルマスター シャイニーカラーズ（プロデューサー） - 2シリーズ
- 黒執事（2024年 - 2025年、学生、軍人） - 2シリーズ
- SHY 東京奪還編
- 異世界スーサイド・スクワッド（スタッフC）
- トリリオンゲーム（半グレ、観客）
- ひとりぼっちの異世界攻略（オタA）
- 神之塔 -Tower of God- 工房戦（ブルガサリオ）
- アオのハコ（2024年 - 2025年、部員）

2025年
- グリザイア:ファントムトリガー（テロリスト）
- ババンババンバンバンパイア（不良2）
- SAKAMOTO DAYS（客）
- ネクロノミ子のコズミックホラーショウ（鷹城ヒロシ、准教授インスマス）
- 気絶勇者と暗殺姫（魔族生徒）
- 薫る花は凛と咲く（原尚輝）

時期未発表
- 顔に出ない柏田さんと顔に出る太田君（太田君）

### ゲーム
- ストリートファイター6（2023年、ボシュ）
- 燃えよ!乙女道士 〜華遊恋語〜（2024年、イーミン[11]）
- Ad SHOOt（2024年、遊佐アウディ、屋敷ブラウニー[12]）

### BLCD
- I♡歌舞伎町（2022年、愛良々[13]）
- 想定外のスウィートマリッジ（2022年、悠馬の友人[14]）

### インターネット番組
- 八代＆浦・夏目のゲームツーリズム♪ 〜Presented by オトメイト〜（2022年 - 、OPENREC.tv）[15]

### ラジオ
- 月刊 新・男前通信9月号〜月刊 夏目響平（2024年、文化放送モバイルplus）[16]

### ラジオドラマ
- 青春アドベンチャー（NHK-FM）
  - 『００－０３　都より愛をこめて』（2020年4月20日 - 5月1日） [17] - イバ、バーテン 役

### 舞台・朗読劇
- 江戸川乱歩 名作朗読劇『少年探偵団』（2024年、怪人二十面相 他[18][19]）
- バーチャル舞台劇『御伽噺（染）ver1.25_Alternative Feat. KAMITSUBAKI PHILHARMONIC ORCHESTRA』（2025年、金城鉄朗[20]）
- 朗読劇 サラ・ベルナールの『サロメ』（2025年、ヴィクトリアン・サルドゥ[21][22]）

### その他コンテンツ
- あかりの不思議な星空旅行　～流れ星に願いを込めて～（2024年、ナレーション）

### シリーズ一覧
1. ↑  1st season（2024年）、2nd season（2024年）
2. ↑  第4期『-寄宿学校編-』（2024年）、第5期『-緑の魔女編-』（2025年）

### 初出話一覧
1. ↑  第17話初出
2. 1 2  第6話初出
3. 1 2 3  第18話初出
4. ↑  Season1 第7話初出
5. ↑  第49話初出
6. ↑  第63話初出
7. ↑  第69話初出
8. 1 2 3 4  第1話初出
9. 1 2  第5期 第11話初出
10. ↑  第4期 第5話初出
11. 1 2  第13話初出
12. 1 2  第2話初出
13. 1 2  第7話初出
14. ↑  第9話初出
15. ↑  第3話初出
16. ↑  第11話初出
17. 1 2  第5話初出